# Marika Karlsson
Marika Karlsson, född 6 juli 1974 i Köping, är en tidigare svensk fotbollsspelare och numera polis. Under åren 1990–1997 spelade hon i damallsvenskan med Gideonsbergs IF för att sedan under fyra år studera med fotbollsstipendium i USA. Åren 2001 och 2002 spelade hon i Älvsjö AIK i damallsvenskan.

## Biografi
Marika Karlson växte upp i Munktorp utanför Köping med sin bror och föräldrar. Hon spelade fotboll i Munktorps BK innan hon värvades av Gideonsbergs IF i samband med att hon kom in på fotbollsgymnasiet på Carlforsska gymnasiet i Västerås. Med Gideonsberg vann hon SM-guld 1992.
Åren 2001–2003 utbildade sig Marika Karlsson på polishögskolan. Hon har även en marknadsföringsexamen från college i USA där hon studerade 1997–2001.
Sedan 2003 har Marika Karlsson arbetat som polis. Hon har bland annat varit tillförordnat yttre befäl i Nacka polisdistrikt samt stationsbefäl.

## Klubbar
- 1990 – 1997 Gideonsbergs IF
- 1997 – 1999 Hartford university
- 1999 – 2001 Lynn University
- 2001 – 2002 Älvsjö AIK

### Klubbstatistik
År, klubb, serie, matcher/mål
1990, 6/0 Gideonsbergs IF, damallsvenskan

1991, 21/1 grundserie, 2/0 slutspel, Gideonsbergs IF, damallsvenskan

1992, 14/0 grundserie, 4/0 slutspel, Gideonsbergs IF, damallsvenskan

1993, 21/0, Gideonsbergs IF, damallsvenskan

1994, 22/3, Gideonsbergs IF, damallsvenskan

1995, 21/2, Gideonsbergs IF, damallsvenskan

1996, 22/5, Gideonsbergs IF, damallsvenskan

1997, 13/0, Gideonsbergs IF, damallsvenskan

1997/1998, Hartford university, 21/4

1998/1999, Hartford university, 22/2
 
1999/2000, Lynn university, 14/4

2000/2001, Lynn university, 14/6

2001, Älvsjö AIK, damallsvenskan 9/0

2002, Älvsjö AIK, damallsvenskan 10/0

Totalt serie + slutspel 236 matcher 37 mål

## Meriter
- SM-guld 1992
- Cup-guld 1993
- SM-brons 1993, 1994 med Gideonsbergs IF, SM-brons 2002 med Älvsjö AIK
- SM-silver 1995
- Idrottsskölden 1993 [10]
- 9 A-landskamper för Sverige, 6 F-16 landskamper, 25 U-20 landskamper[11]
- All star lag 1998, 1999
- Hartford 43 matcher/6 mål[7]
- Lynn 28 matcher/10 mål[8]
- Gideonsbergs IF 140 matcher/ 11 mål[12]
- Älvsjö AIK 19 matcher/0 mål[9]